# Parque La Victoria
El Parque La Victoria es un parque urbano ubicado en el centro de Guayaquil, Ecuador. El sitio data de 1887 y está nombrado en honor a la victoria obtenida por Gabriel García Moreno y Juan José Flores en la Batalla de Guayaquil, que se llevó a cabo en el área el 24 de septiembre de 1860.
El parque es considerado un espacio emblemático de la ciudad y se ubica en la cuadra delimitada por la avenida Quito y las calles 10 de Agosto, Pedro Moncayo y Clemente Ballén. A lo largo de su historia, el parque se ha conocido también con los nombres de Plaza La Victoria, Plaza Abdón Calderón, Plaza Tarqui y Parque de los Lagartos.

## Historia
Antes de ser habitada, el área en la que actualmente se ubica el parque era una sabana. El 24 de septiembre de 1860, las planicies al oeste de Guayaquil, incluyendo el área que hoy en día encompasa al parque, fueron el escenario de la Batalla de Guayaquil, un combate que enfrentó al ejército aliado de Gabriel García Moreno y Juan José Flores contra el de Guillermo Franco Herrera, quien se había declarado jefe supremo de la provincia, y que resultó en la victoria de García Moreno y Flores.
Para conmemorar el triunfo contra Franco Herrera, el área en que se desarrolló la batalla pasó a ser conocida como «Pampa de la Victoria». El parque como tal fue creado en 1887 y, para el año siguiente, ya aparecía en los mapas de la ciudad, con el nombre de «Plaza de la Victoria». Durante los últimos años del siglo XIX, se abrió una plaza de toros en el sitio.
El 27 de julio de 1904, el concejo cantonal de la ciudad aprobó una resolución con la que el parque pasó a denominarse Abdón Calderón, en honor al centenario del natalicio del revolucionario cuencano. En 1916, en el área oeste de la plaza se construyó la iglesia del Purísimo Corazón de María, que posteriormente pasó a conocerse como Iglesia de La Victoria. Con el pasar de los años y el crecimiento de la ciudad, la plaza continuó achicándose hasta alcanzar las dimensiones con que cuenta en la actualidad.

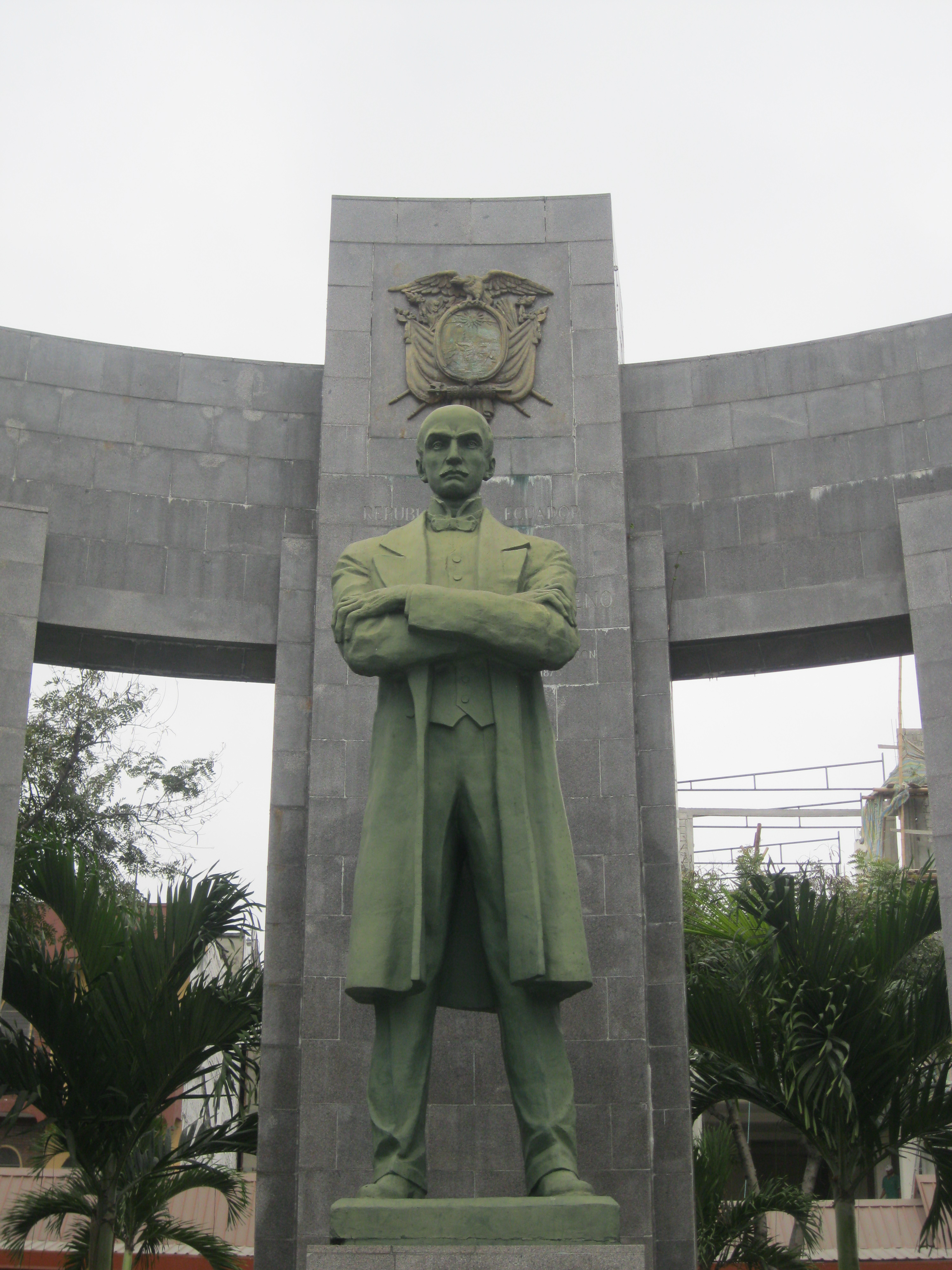
Monumento a Gabriel García Moreno en el parque La Victoria.

En 1968 se inauguró en la plaza el monumento a Gabriel García Moreno, que desde entonces se ubica en el centro del parque, en el medio de un hemiciclo formado por cuatro columnas de concreto cubiertas de mármol. La estatua fue creada por el escultor Daniel Elías Palacio y construida bajo la supervisión del arquitecto Juan Antonio Orús. Con la instalación del monumento, el parque volvió a ser conocido como La Victoria.
Desde 2012, junto al parque se ubica una parada del sistema de autobús de tránsito rápido Metrovía.